# 140e régiment d'infanterie (France)
Pour les articles homonymes, voir 140e régiment.
Ne doit pas être confondu avec 140e régiment d'infanterie territoriale.
Le 140e régiment d'infanterie (140e RI) est un régiment d'infanterie de l'Armée de terre française créé sous la Révolution à partir de la 140e demi-brigade de première formation.

## Création et différentes dénominations
- 29 juin 1794 : création de la 140e demi-brigade de première formation
- 1796 : Dissous
- 12 février 1813 : création du 140e régiment d'infanterie de ligne
- 12 mai 1814 : Dissous
- Le no 140 reste vacant de 1814 à 1873
- 1873 : recréation du 140e régiment d'infanterie de ligne
- 1882 : prend le nom de 140e régiment d'infanterie
- 1923 : Dissous
- 1939 : recréé comme 140e régiment d'infanterie alpine.
- 1940 : Dissous
- 1970 : recréé
- 1er juillet 1998 : Dissous

## Liste des chefs de corps
- 1794 : chef de Brigade Lubin-Martin Vandermaessen
- 1813 : colonel Pierre Ganivet-Desgraviers[1]
- 1873 : colonel Charles Anatole de Paillot[2]
- 1884 : colonel Mathieu.
- 1895 : colonel Michel.
- 1899-1901 : colonel Michel.
- 1902-1903 : colonel Gignous.
- 1904-1907 : colonel Alfred Alexandre Daloz.
- 1911-1912 : colonel Maillot.

- 21/01/1915 - : Général Philipot

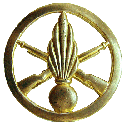
insigne de béret d'infanterie

- 1939-1940 : lieutenant-colonel Léon Grenet.
- 1970-1972 : chef de bataillon Chardot
- 1972-1975 : colonel de Marliave
- 1975-1979 : colonel Bergeon
- 1979-1981 : colonel (R) Charpe
- 1981-1985 : colonel (R) Touvard
- 1985-1992 : lieutenant- colonel (R) Alain Bernard
- 1992-1996 : lieutenant-colonel (R) Daniel Boulle
- 1996-1998 : lieutenant-colonel (R) André Jullien.

## Historique des garnisons, combats et batailles du

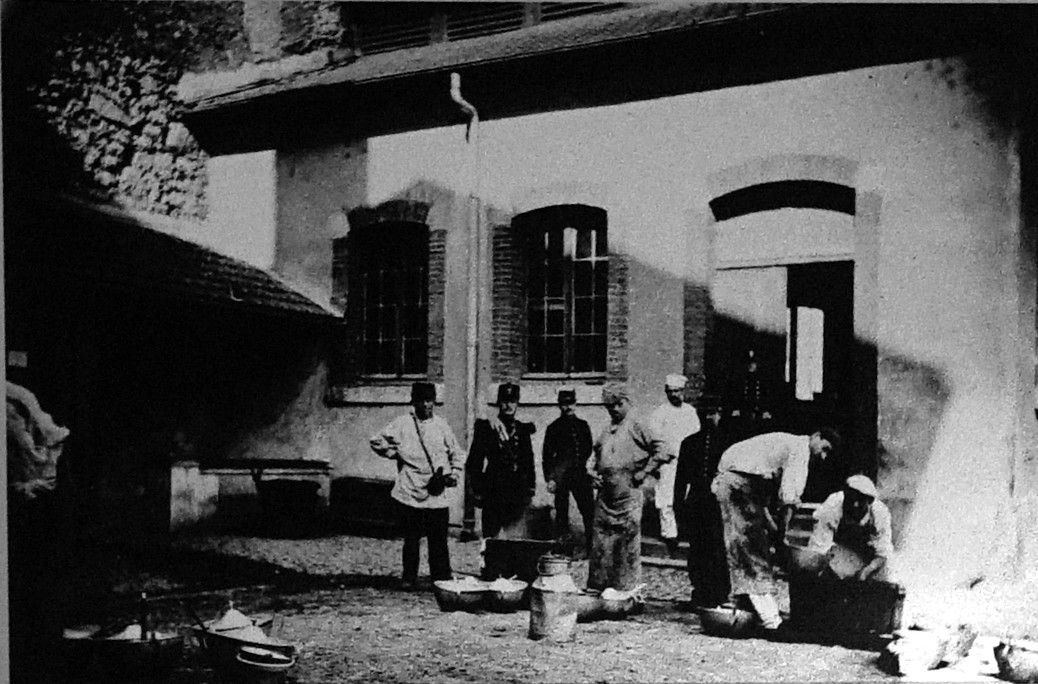
1895 à Grenoble, corvées.

## Historique des garnisons, combats et batailles du140eRI

### Guerres de la Révolution et de l'Empire
La 140e demi-brigade de première formation est créée par l'amalgame des :
- 2e bataillon du 75e régiment d'infanterie (ci-devant Monsieur)
- 3e bataillon de volontaires du Doubs
- 11e bataillon de volontaires du Jura.

Elle participe aux batailles de la République, au sein de l'armée du Rhin puis de celle de Rhin et Moselle.
Elle est dissoute en 1796 et concoure à la formation de la 62e demi-brigade de deuxième formation.
Le 140e régiment d'infanterie de ligne est recréé le 12 février 1813 avec les :
- 40e cohorte du premier ban de la garde nationale formée dans le département du Morbihan
- 41e cohorte du premier ban de la garde nationale formée dans le département du Calvados
- 42e cohorte du premier ban de la garde nationale formée dans le département de la Manche
- 43e cohorte du premier ban de la garde nationale formée dans le département de l'Orne

En 1813, dans le cadre de la campagne d'Allemagne, qu'il effectue au sein de la Grande Armée, il participe aux batailles de Lützen, Bautzen, Wachau, Leipzig (16-19 octobre) et Hanau.
Il combat ensuite au cœur de la France, avant d'être dissous en Eure-et-Loir, le 12 mai 1814.

### 1873 à 1914
Le régiment est récréé le 23 octobre 1873 à Grenoble, avec des unités provenant des 22e, 30e, 52e, 75e, 96e, 97e et 99e régiments d'infanterie. 
Lors de la réorganisation des corps d'infanterie de 1887, le 4e bataillon forme le 158e régiment d'infanterie

### Première Guerre mondiale
En 1914 casernement : Grenoble, La Côte Saint André, 53e brigade d'infanterie, 27e division d'infanterie, 14e corps d'armée.

#### 1914
Il est engagé dans les Vosges, sur la Somme, à Lihons, puis au Quesnoy-en-Santerre,

#### 1915
- Mars : le dépôt du 52e RI forme une compagnie du 414e régiment d'infanterie.

Il est engagé en Artois puis
du 25 septembre au 6 octobre : seconde bataille de Champagne dans la région de Suippes
En juin durant la Bataille d'Hébuterne..

#### 1916
Il est engagé dans le chaudron de Verdun

#### 1917
Il est engagé sur l'Aisne de Berry-au-Bac, la Somme de Saint-Quentin puis au Chemin des Dames, à la Malmaison,

#### 1918
Il est engagé dans la Flandre puis en Lorraine,

### Entre-deux-guerres
Le régiment est dissous en 1923, ses traditions sont gardées par le 159e R.I..

### Seconde Guerre mondiale
Reformé en 6 septembre 1939, comme 140e régiment d'infanterie alpine sous les ordres du lieutenant-colonel Grenet à Embrun il appartient à la 27e division d'infanterie alpine.
- Il est déployé dans les Ardennes, en Lorraine, puis en Haute-Alsace.
- Il participe aux combats sur la Somme à Ham et Eppeville du 18 mai au 6 juin 1940. Dans la tourmente, il se bat avec acharnement notamment contre les troupes motorisées allemandes et se replie en bon ordre.
- Il combat ensuite sur la Loire.

Il est dissous le 14 juillet 1940.

### 1945 à nos jours
Le 140e régiment d'infanterie alpine est recréé dans les réserves, en 1970. Il est d'abord dérivé du 6e bataillon de chasseurs alpins puis mis sur pied par le 27e régiment de commandement et de soutien, et parrainé par le 27e bataillon de chasseurs alpins.
Le 1er juillet 1998, le 140e régiment d'infanterie alpine de réserve est radié de l'ordre de bataille de l'Armée de terre française.

## Drapeau
Il porte, cousues en lettres d'or dans ses plis, les inscriptions suivantes :
- Lützen 1813
- Bautzen 1813
- Wachau 1813
- Champagne 1915
- Verdun 1916
- La Malmaison 1917

## Décorations
sa cravate décorée de la croix de guerre avec deux palmes  et son personnel porte alors la fourragère aux couleurs du ruban de cette décoration.

## Insigne
- Triangle ciel bleu monts bleu foncé enneigés nombre 140 rouge piolet blanc.

## Traditions et uniformes
Le fantassin du régiment porte la Tarte (béret des Chasseurs alpins) et la tenue blanche de tradition.

## Personnages célèbres ayant servi au140eRI
- Jean Angeli (1886-1915), écrivain
- Jean Giono

## Sources et bibliographie
- Bibliographie fournie par le musée du château de Vincennes.
- À partir du Recueil d'Historiques de l'Infanterie Française (Général Andolenko - Eurimprim 1969).
- Historique du 140e régiment d'infanterie pendant la guerre 1914-1918, Paris, Berger-Levrault, 128 p., lire en ligne sur Gallica.